# Ur-nigin
Ur-nigin,  Ur-nigina (𒌨𒆸, ur-niŋin) ali Ur-Nigar  (𒌨𒉌𒃻, ur-ni-gar) je bil guverner (ensi) Uruka. Po Seznamu sumerskih kraljev je vladal v 22. stoletju pr. n. št.
Po Seznamu sumerskih kraljev je Ur-nigin uničil Akadsko cesarstvo, ki so ga pred tem verjetno že oslabili Guti, in ustanovil kratkoživo Četrto uruško dinastijo. Isti vir opisuje zmedo v propadajočem Akadskem cesarstvu po smrti kralja Šar-Kali-Šarija. Za njim je vladalo več kraljev, med njimi tudi Ur-nigin:
"Kdo je bil kralj? Kdo ni bil kralj? Irgigi, kralj;  Nanum, kralj; Imi, kralj; Ilulu, kralj - vsi štirje skupaj so vladali samo tri leta. Dudu je vladal 21 let; Šu-Turul, Dudujev sin, je vladal 15 let. ... Agade je bil poražen in kraljevanje je prevzel Uruk. V Uruku je Ur-nigin vladal 7 let, Ur-gigir, njegov sin, je vladal 6 let. Kuda je vladal 6 let; Puzur-ili je vladal 5 let; Ur-Utu je vladal 6 let. Uruk so napadle z orožjem in uničile gutske horde."
— Seznam sumerskih kraljev
Ur-nigin je omenjen tudi v več zavetnih napisih njegovega sina Ur-gigirja. Eden od njih se glasi:
"Ur-gigir, generalni guverner boga Dumuzija, sin Ur-nigarja, mogočnega moža, kralja Uruka, in Ama-lagar, njegove matere, je za boginjo Ninšešegaro, njegovo gospo, v Patibiri zgradil tempelj Ešešegara."
— Ur-gigirjav napis
Četrto uruško dinastijo je dokončno uničila Gutska dinastija.